# Condé-Folie
Condé-Folie település Franciaországban, Somme megyében. Lakosainak száma 876 fő (2022. január 1.). Condé-Folie Bettencourt-Rivière, L’Étoile, Hangest-sur-Somme és Longpré-les-Corps-Saints községekkel határos.

## Népesség
A település népességének változása:
| Lakosok száma | 927  | 919  | 926  | 916  | 917  | 912  | 900  | 888  | 876  |
|               | 2013 | 2015 | 2016 | 2017 | 2018 | 2019 | 2020 | 2021 | 2022 |